# 公孫綠萼
公孫綠萼是金庸武俠小說《神鵰俠侶》中的虛構人物。
心地善良，膚色極白，嬌嫩異常，眼神清澈，嘴邊有粒小小黑痣，平時身穿綠色衣裙，極為可愛，為作者筆下一個完美女性的代表。
登場回數：(神)17-20、29-31

## 生平
公孫綠萼的父親乃絕情谷谷主公孫止，母親為「鐵掌蓮花」裘千尺。平日不受父亲疼爱。
古墓派楊過至絕情谷後，清晨时分与公孫綠萼相识。由於楊過善於言談，公孫綠萼对其暗生情愫。
楊過在絕情谷生事，公孫綠萼處處維護，并為了解楊過的情花毒而冒險偷走谷中独存的絕情丹，最後被父親將自己和楊過打入深谷。
和母親重聚後，母親迫楊過娶她，但她为了成全杨过与小龙女而反對。
她為了幫助楊過奪絕情丹，用情花自刺，謊稱公孫止所為。
最後公孫止回絕情谷搶絕情丹，她為了幫助楊過奪絕情丹，捨身死在父親劍下。

## 相關人物
- 爹：公孫止
- 娘：裘千尺
- 所愛的人：楊過

## 影视形象
- 1976 郑裕玲  香港佳视电视剧《神雕侠侣》
- 1983 朱小宝  香港无线电视剧《神雕侠侣》
- 1984 傅娟  台湾中视电视剧《神雕侠侣》
- 1995 苏玉华  香港无线电视剧《神雕侠侣》
- 1998 沈依灵  新加坡电视剧《神雕侠侣》
- 1998 董晓燕  台湾台视电视剧《神雕侠侣》
- 2006 傅淼  中國电视剧《神雕侠侣》
- 2014 邬靖靖 中國电视剧《神雕侠侣》